# 오카자키 절편

DNA 복제

오카자키 절편(Okazaki fragment)은 DNA 복제가 불연속적으로 일어나는 지연가닥(lagging strand)에서 합성되는 상대적으로 짧은 길이의 DNA조각을 말한다. 그 길이는 대장균은 1,000~2,000 뉴클레오타이드이며, 진핵생물에서는 일반적으로 100~200 뉴클레오타이드이다. 1968년 일본의 과학자 오카자키 레이지, 오카자키 쓰네코와 동료들이 Escherichia coli(대장균)에서 박테리오파지 DNA의 복제를 연구하던 중에 발견하여 ‘오카자키 절편’이라는 이름이 붙었다.
선도가닥(leading strand)은 상보적인 DNA가닥을 합성해나갈 때, 템플릿 DNA의 3`- 5`방향으로 읽어간다. 이 때, 복제 분기점(replication fork)의 진행방향과 동일하게, 새롭게 합성되는 선도가닥은 5`- 3`방향으로 합성된다. 반면, 지연가닥(lagging strand)의 상보적인 DNA가닥이 합성될 때는, 아직 열리지 않은 템플릿 DNA의 3'말단에서부터 복제를 시작할 수 없기 때문에, primase를 이용하여 RNA primers를 합성하면서 5`- 3`방향의 짧고 불연속적인 조각인 오카자키 절편으로 합성된다. 이런 짧은 오카자키 절편들을 다시 연속적인 가닥으로 만들기 위해 ligase를 이용한다. 
오카자키 절편의 합성은 복제 분기점 근처의 RNA 프라이머에서 시작되며, DNA 중합효소 3에 의해 진행된다. 진핵생물에서 지연가닥 합성은 DNA 중합효소 δ에 의해 진행된다. 프라이머는 핵산내부가수분해 활성(endocelolytic activity)을 지닌 효소들에 의해 제거된다. 인접한 절편들은 DNA 리가아제(ligase)에 의해 인산디에스테르 결합(phosphodiester bond)을 통해 연결되어 연속적인 DNA 가닥을 만든다.

## 참고 문헌
- Ogawa T, Okazaki T, Discontinuous DNA Replication. Annu. Rev. Biochem. 49:421-457, 1980.
- David L.lelson, Michael M. cox , Lehninger principle of biochemistry fourth edition. chap.25 DNA metabolism p952.